# Ligne Keikyū Aéroport
La ligne Keikyū Aéroport (京急空港線, Keikyū Kūkō-sen) est une ligne ferroviaire de la compagnie privée Keikyū, à Tokyo au Japon. Elle relie la gare de Keikyū Kamata aux terminaux nationaux 1 et 2 de l'aéroport de Haneda dans l'arrondissement d'Ōta. Cette ligne est une branche de la ligne principale Keikyū.

## Histoire
Le 14 mars 2020, les gares de l'Aéroport de Haneda Terminal international et de l'Aéroport de Haneda Terminal national sont renommées respectivement Aéroport de Haneda Terminal 3 et de l'Aéroport de Haneda Terminal 1·2.

## Caractéristiques

### Ligne
- Longueur : 6,5 km
- Écartement : 1 435 mm
- Alimentation : 1 500 Vcc par caténaire
- Nombre de voies : double voie

### Interconnexions
La ligne est interconnectée avec la ligne principale Keikyū.

### Liste des gares
La ligne comporte 7 gares, identifiées de KK11 à KK17.
| Numéro | Gare                            | Nom japonais                | Distance (km) | Correspondances                  | Arrondissement de Tokyo |
| ------ | ------------------------------- | --------------------------- | ------------- | -------------------------------- | ----------------------- |
|        | Keikyū Kamata                   | 京急蒲田                    | 0             | Keikyū : Keikyū (interconnexion) | Ōta                     |
|        | Kōjiya                          | 糀谷                        | 0,9           |                                  | Ōta                     |
|        | Ōtorii                          | 大鳥居                      | 1,9           |                                  | Ōta                     |
|        | Anamori-Inari                   | 穴守稲荷                    | 2,6           |                                  | Ōta                     |
|        | Tenkūbashi                      | 天空橋                      | 3,3           | Monorail de Tokyo                | Ōta                     |
|        | Aéroport de Haneda Terminal 3   | 羽田空港 第3ターミナル      | 4,5           | Monorail de Tokyo                | Ōta                     |
|        | Aéroport de Haneda Terminal 1·2 | 羽田空港 第1・第2ターミナル | 6,5           |                                  | Ōta                     |